# Musée Henri-Barré
Pour les articles homonymes, voir Henri Barré et Barré.
Le musée Henri-Barré est situé à Thouars (Deux-Sèvres). Il porte le nom d'Henri Barré, médecin et collectionneur thouarsais, propriétaire d'origine du bâtiment qui l'abrite.

## Historique
Le bâtiment abritant le musée est construit en 1862 sur les fondations d'une ancienne église, Saint-Pierre du Châtelet. Il sert à Henri Barré à entreposer ses collections originales ramenées de ses voyages. 
En 1887, à la mort d'Henri Barré, son frère Gustave hérite de la demeure, dont il cède l'usufruit à Léopoldine, la veuve d'Henri. En 1893, il meurt à son tour et le bâtiment, toujours habité par Léopoldine, devient possession de la ville, qui projette d'en faire un musée. La même année, un premier musée est créé par la Société des sciences et des beaux-arts de Thouars ; il est alors situé dans les locaux de l'hôtel de ville et ses collections sont peu étoffées. À la mort de Léopoldine, en 1912, le projet est lancé : d'importants travaux de rénovation ont lieu et un conservateur bénévole est nommé, chargé du transfert et de l'installation des collections. 
L'établissement est inauguré par le maire et ouvre au public en 1920 ; le nom d'« Henri Barré » lui est donné en hommage à la famille ayant fait le don. Le musée est initialement très peu ouvert, géré par une équipe de bénévoles, mais le lieu se professionnalise au fil du temps. Il accueille désormais des expositions temporaires et propose également des activités pour les enfants.

## Architecture du bâtiment
Le musée est installé dans un hôtel particulier de style néo-gothique, commandé par le médecin et collectionneur Henri Barré, suivant les plans qu'il a lui-même dessinés, et bâti en 1862,.
La propriété compte deux bâtiments, la maison principale et le logement du concierge. L'architecture de la maison s'inspire de celle d'autres bâtiments thouarsais du XVe siècle, tels que l'hôtel Tyndo, l'hôtel des Trois-Rois ou l'église Saint-Médard. Elle se distingue par la présence d'un tour permettant le passage d'un escalier à vis, adossée à la façade avant du bâtiment. Le toit présente une forte inclinaison. Des fenêtres à meneaux et traverses participent à éclairer l'intérieur de la maison.
Une partie des décorations intérieures sont réalisées par l'artiste peintre Faustin Besson, un ami de longue date des frères Barré. Il est notamment le créateur du large plafond circulaire du salon et d'un tableau ovale placé au-dessus de la cheminée. Il aurait également supervisé l'agencement du salon et de la salle à manger du rez-de-chaussée.

## Collections
Les collections sont très diverses et réparties sur trois niveaux : elles rassemblent plusieurs thématiques, à savoir :
- faïences françaises (Nevers, Moustiers, Rouen…) et étrangères (Delft, Faënza…) ;
- beaux-arts,
- mobilier, sous la forme de cabinets de curiosités ;
- collections archéologiques ;
- collections ethnographiques.